# Heli 4

L'àtom d'heli. A la imatge es mostren el nucli atòmic (en rosa) i la distribució del núvol d'electrons (en negre). El nucli (a dalt a la dreta) de l'heli 4 és, en realitat, esfèricament simètric i s'assembla molt al núvol d'electrons, encara que quan es tracta de nuclis més complicats això no sempre es compleix.

L'heli 4 (4He o He-4) és un isòtop d'heli no radioactiu i lleuger. És el més abundant dels dos isòtops d'heli presents a la natura, formant aproximadament el 99.99986% d'heli a la Terra. El seu nucli és una partícula alfa, que conté dos protons i dos neutrons. Aquest isòtop de l'heli representa aproximadament un quart de la matèria a l'Univers, i juntament amb l'hidrogen (que representa gairebé tota la resta) són els dos elements més presents.
Donat que la desintegració alfa és un mode de descomposició comú per molts radioisòtops, aquest fet podria explicar la seva abundància. De fet, la descomposició alfa d'elements pesants és la font de la presència natural d'heli 4 a la Terra. Aquest fenomen es representa de la següent manera:
Si l'element pesant fos l'urani l'equació quedaria de la següent manera:
Si bé també es produeix per la fusió nuclear de deuteri (hidrogen 2) i de triti (hidrogen 3) a les estrelles, la majoria d'heli 4 que es troba tant al Sol com en l'univers es pensa que podria haver estat produït al big-bang i es coneix com a "heli primordial". No obstant això, l'heli 4 primordial no té gaire presència a la Terra, ja que va desaparèixer durant la fase d'altes temperatures de la creació de la Terra.
Quan l'heli 4 es congela a menys de 2,17 K (-271 °C), aquest es torna un superfluid, amb propietats molt diferents a la d'un líquid normal i corrent. Per exemple, si l'heli 4 es deixa en un vas destapat, es forma una fina capa als costats del vas que vessa. Aquest estrany comportament és el resultat de la relació de Clausius-Clapeyron i no es pot explicar pel model actual de la mecànica clàssica ni per la física nuclear dels models elèctrics.

## La relativa estabilitat del nucli de l'heli-4 i la seva capa d'electrons
El nucli de l'àtom d'heli 4, que com ja s'ha dit abans és el mateix que una partícula alfa, és particularment interessant. La raó d'això es deu al fet que s'ha demostrat mitjançant experiments de dispersió d'electrons d'alta energia que la seva càrrega decreix exponencialment a partir d'un màxim en el seu centre; exactament de la mateixa manera que decreix la densitat de càrrega en el seu propi núvol d'electrons.
Aquesta simetria reflecteix principis físics similars: el parell de neutrons i protons al nucli de l'heli segueixen les mateixes regles mecànico-quàntiques que els dos electrons que orbiten al seu voltant, encara que la unió de les partícules al nucli es degui a un potencial diferent al que manté els electrons al núvol electrònic al voltant de l'àtom. D'aquesta manera, cap d'aquests fermions (tant protons, com electrons i neutrons) tenen moment angular orbital i cadascun d'ells cancel·la l'espín intrínsec de l'altre. El fet d'afegir qualsevol altra partícula d'aquestes necessitaria un moment angular i alliberaria substancialment menys energia (de fet, cap nucli amb 5 nucleons és estable). Per aquesta raó, aquest arranjament per a aquestes partícules és extremadament estable energèticament, i aquesta estabilitat dona lloc a molts fenòmens crucials inherents a l'heli en la natura.

Energia d'enllaç per nucleó per a isòtops comuns. En el cas de l'heli-4, aquesta energia és significativament major que la dels altres del seu voltant.

Un exemple d'aquests fets és la baixa reactivitat química d'aquest element (la més baixa de tota la taula periòdica, així com la falta d'interacció dels seus àtoms entre ells mateixos. Això produeix que tingui un del punts de fusió i d'ebullició més baixos de tots els elements. De la mateixa manera, l'estabilitat energètica del nucli de l'heli 4 fa que sigui fàcil la producció d'aquest en reaccions atòmiques que involucren tant emissió de partícules pesades com la fusió nuclear.
A partir de la fusió de l'hidrogen també es produeix heli 3, però una quantitat ínfima comparada amb la d'heli 4 que es crea.
L'estabilitat de l'heli 4 és la raó per la qual l'hidrogen es converteix en heli al Sol en comptes de fer-ho en heli 3, deuteri o altres elements meś pesants. Així mateix és parcialment responsable del fet que les partícules alfa siguin el tipus de partícules bariòniques més freqüentment alliberades pels nuclis atòmics. Dit d'una altra manera, la desintegració alfa és molt més freqüent que la desintegració en nuclis més pesants.
Aquesta estabilitat és important també en cosmologia. Durant els primers minuts després del big-bang, l'univers estava compost per una barreja de nucleons (protons i neutrons) lliures. Aquesta "sopa" tenia originalment una proporció de sis protons per cada neutró. Després d'un cert temps es va refredar fins a tal punt que es va poder produir la fusió nuclear. L'estabilitat de l'heli va provocar que quasi totes les agregacions de nucleons formades en aquell moment fossin nuclis d'heli 4. La unió de protons i neutrons per formar l'heli 4 té tanta força que la producció d'aquest element va gastar quasi tots els neutrons lliures en qüestió de minuts, abans que aquests nuclis poguessin decaure per la desintegració beta. Això va deixar una quantitat ínfima d'aquestes partícules perquè es formés liti, beril·li o bor. L'enllaç nuclear per cada nucleó a l'àtom d'heli 4 és més fort que en cap d'aquests tres elements (vegeu nucleosíntesi i energia d'enllaç). Per tant, no hi havia cap mecanisme energètic disponible, un cop format l'heli, per crear els elements de nombre atòmic 3, 4 i 5. En termes d'energia, també era favorable la fusió de l'heli per formar el següent element a la taula periòdica amb menys energia per nucleó: el carboni. No obstant, degut a la falta d'elements intermedis, aquest procés requeria la col·lisió quasi simultània de tres nuclis d'heli 4 (vegeu procés triple-alfa), per la qual cosa no hi hagué prou temps: en qüestió de minuts, l'univers primerenc es va refredar a una temperatura i pressió on la fusió de l'heli a carboni ja no va ser possible. Això va comportar que aquest univers tingués un quocient hidrogen/heli molt similar al que es pot observar actualment (en massa, tres parts d'hidrogen per una d'heli 4), amb tots els neutrons de l'univers atrapats als nuclis d'heli 4.
Tots els elements més pesants, incloent aquells que es fan servir per formar planetes rocosos com ho és la Terra i per l'existència de vida basada en el carboni, van haver de crear-se posteriorment en estrelles suficientment calentes per fusionar no només l'hidrogen, sinó que també l'heli. Aquestes estrelles són massives i per tant, estranyes. Això dona pas al fet que tots els elements químics, a part de l'hidrogen i l'heli, formin només un 2% de la massa en forma d'àtoms de l'Univers. L'heli 4, per la seva part, forma part d'aproximadament el 23% de tota la matèria de l'Univers, és a dir, pràcticament tota la matèria que no és hidrogen.